# لورا دلوز
لورا دلوز (انگلیسی: Laura Deloose؛ زادهٔ ۱۸ ژوئن ۱۹۹۳) بازیکن فوتبال اهل بلژیک است.

وی همچنین در تیم ملی فوتبال زنان بلژیک بازی کرده‌است.